# El Hierro
El Hierro ("fierul", în limba spaniolă) este una din cele șapte insule principale din Insulele Canare, (Spania). 
Insulele Canare (în ordinea formării, respectiv vȃrstei geologice) sunt următoarele: Fuerteventura, Lanzarote, Gran Canaria, Tenerife, La Gomera, La Palma, El Hierro. 

## Generalități
Este situată în Oceanul Atlantic în partea vestică a arhipelagului. Aparține provinciei Santa Cruz de Tenerife. Capitala este Valverde.
El Hierro este cea mai tânără dintre insulele Canare, având o vechime de „numai” 1,5 milioane de ani. Are o suprafață de 268,71 km². Punctul cel mai înalt este vârful Malpaso, cu 1.501 m. Simbolul insulei este stânca „Roque de la Bonanza”.
Populația insulei (fără turiști) este de 10.753 locuitori.
Insula are 3 municipalități:
- Valverde
- La Frontera
- El Pinar

## Formarea Insulelor Canare
Formarea Insulelor Canare a avut loc în mai multe faze de erupții vulcanice submarine:

- în intervalul cuprins între 15-22 milioane de ani s-a format o mare insulă, care a dăinuit pănă la ultima glaciațiune. In urma topirii gheții, nivelul apelor marine a crescut, luȃnd naștere din prima insulă 2 insule separate (Fuerteventura și Lanzarote), despărțite de un canal lung de 10 km și adȃnc de 40 m. 

- acum 11-14,5 milioane de ani au luat naștere insulele vulcanice Gran Canaria, Tenerife și La Gomera. 

- în urmă cu 2 milioane de ani s-a format insula La Palma, apoi insula El Hierro (1,5 milioane ani).
Lanțul Insulelor Canare s-a format prin mișcarea lentă a plăcii tectonice africane peste un hotspot static (punct fierbinte), care a furnizat magmă din adȃncime prin crăpăturile scoarței spre suprafață.

## Galerie de imagini

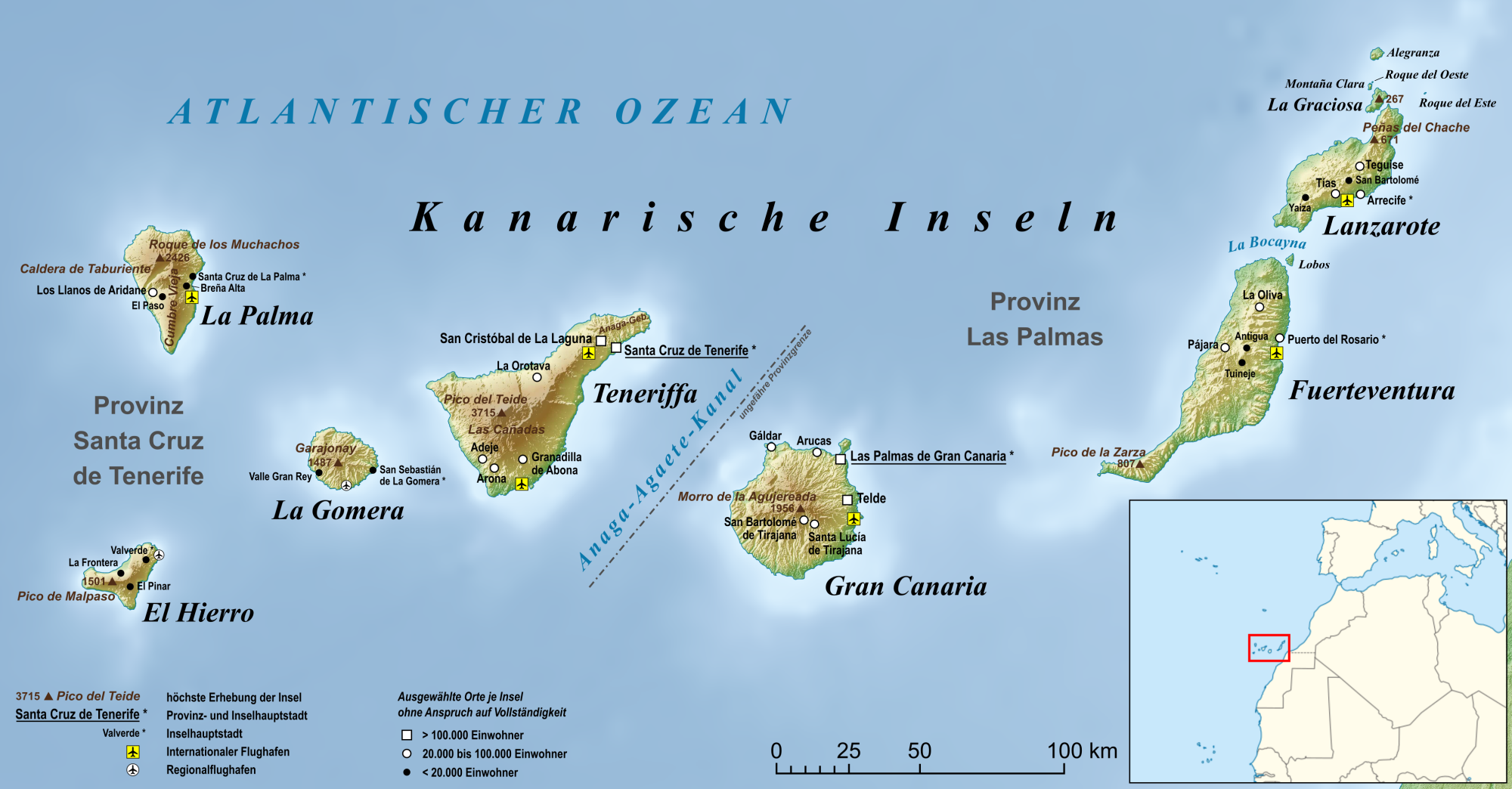
Insulele Canare